# Дэжид Бугын
Дэжид Бугын (1927, сомон Ховд, аймака Увс — 2002, Улан-Батор, Монголия) — монгольский политический и государственный деятель, член Политбюро с 1974 по 1990 год, секретарь Монгольской народно-революционной партии (МНРП), генерал-полковник. (1979). Герой Монгольской Народной Республики.

## Биография
Родился в семье скотовода. В 1943–1947 годах обучался в Улан-Баторском ветеринарно-медицинском техникуме, в 1952–1957 годах — в  
Национальном университете ветеринарной медицины. 
В 1947-1970 годах - ветеринарный врач аймаков Туве, Говь-Алтай , руководитель сельскохозяйственного объединения, заместитель председателя исполкома Архангайского аймака, руководитель профсоюза, первый секретарь комитетов Монгольской народно-революционной партии (МНРП) Туве и Баян-Улгий аймаков, в 1970-1971 годах - первый заместитель министра Минздрава МНР, в 1971-1981 гг.— министр здравоохранения . 
В 1981-1990 гг. работал министром Министерства общественной безопасности МНР, а в 1981-1990 гг. — секретарём ЦК Народного собрания Монголии.
Избирался депутатом парламента Монголии — 6 раз с 1963 года.